# Хайбах-им-Мюлькрайс
Хайбах-им-Мюлькрайс (нем. Haibach im Mühlkreis) — коммуна (нем. Gemeinde) в Австрии, в федеральной земле Верхняя Австрия.
Входит в состав округа Урфар. Население составляет 834 человека (на 31 декабря 2005 года). Занимает площадь 14 км². Официальный код — 41 610.

## Политическая ситуация
Бургомистр коммуны — Йозеф Райнгрубер (АНП) по результатам выборов 2003 года.
Совет представителей коммуны (нем. Gemeinderat) состоит из 13 мест.
- АНП занимает 9 мест.
- СДПА занимает 4 места.